# Peperomia aceroana
Peperomia aceroana är en pepparväxtart som beskrevs av C. Dc.. Peperomia aceroana ingår i släktet peperomior, och familjen pepparväxter. Inga underarter finns listade i Catalogue of Life.